# Dolina Sucha Kasprowa

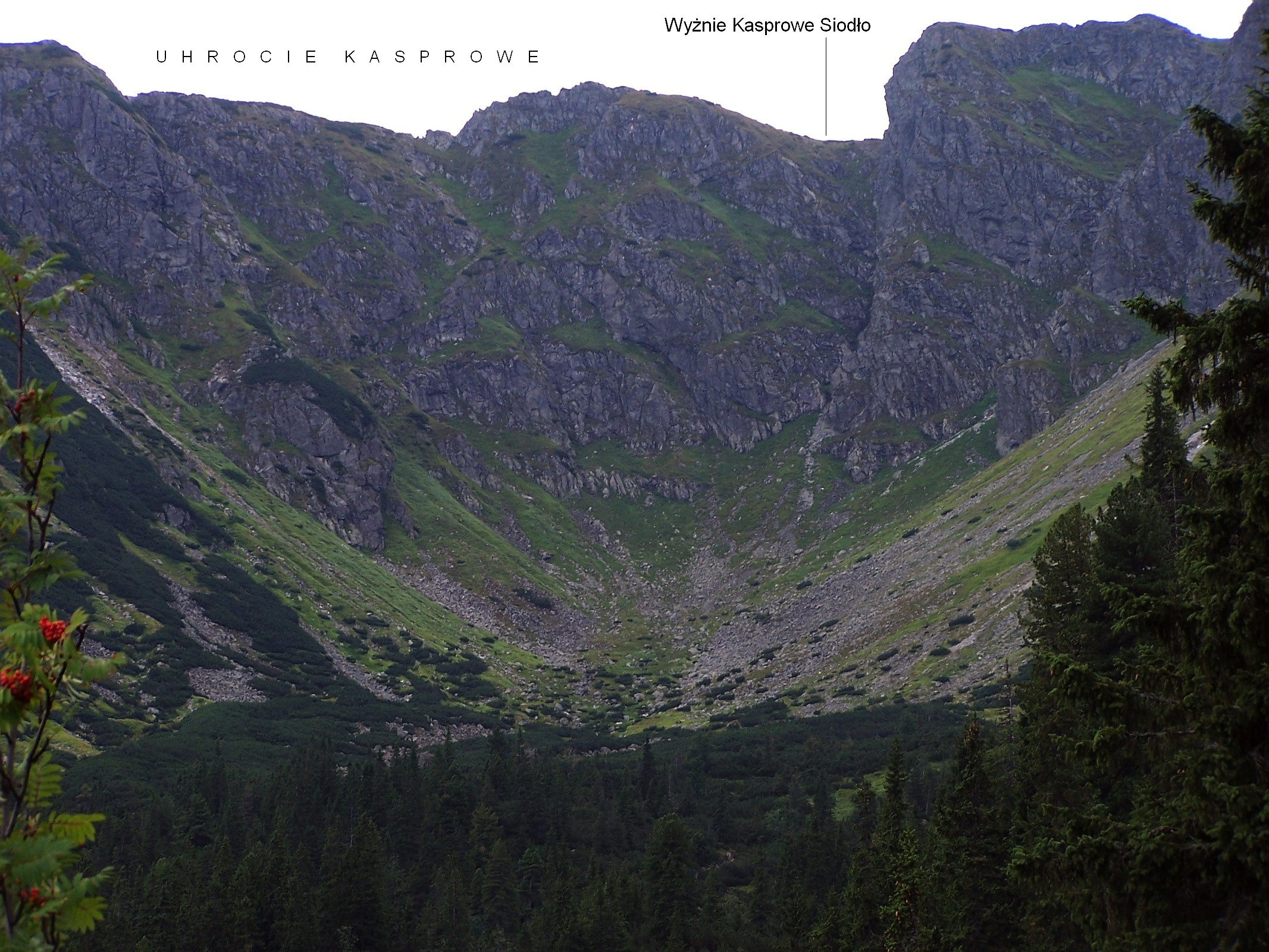
Górna część Doliny Suchej Kasprowej

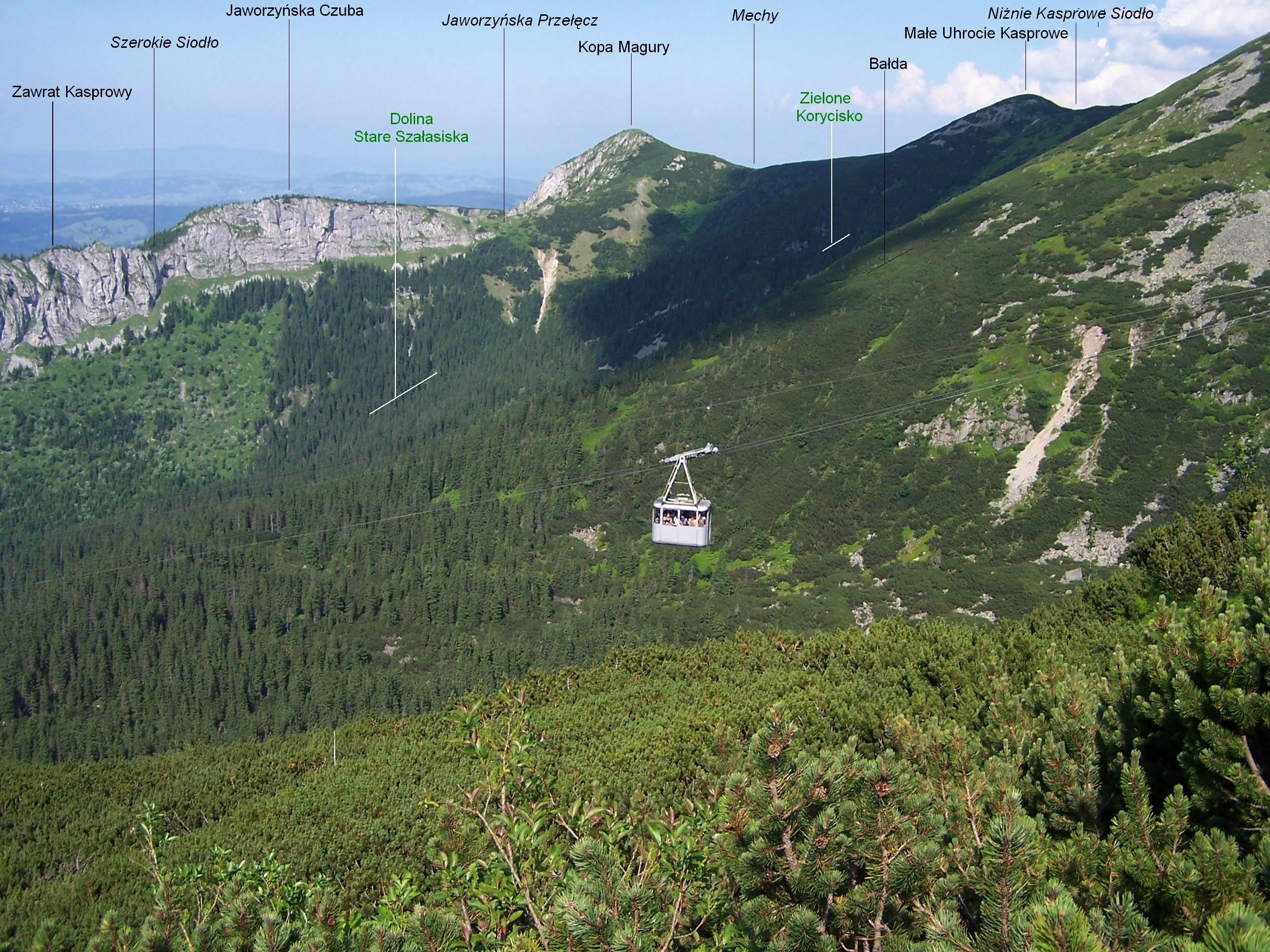
Dolna część Doliny Suchej Kasprowej

Dolina Sucha Kasprowa – górna, zachodnia odnoga Doliny Kasprowej w polskich Tatrach Zachodnich.
Wschodnie ograniczenie tworzy północna grań Kasprowego Wierchu od jego szczytu po Myślenickie Turnie, południowe północno-wschodnia grań Kasprowego Wierchu (odcinek od Kasprowego Wierchu po kulminację Uhrocia Kasprowego), zachodnie odchodząca od tej kulminacji grzęda Bałda i wał morenowy będący jej przedłużeniem w dół. Dołem łączy się z drugą odnogą Doliny Kasprowej – doliną Stare Szałasiska. Ukształtowanie terenu w Dolinie Kasprowej (a szczególnie brak stałych potoków) jest takie, że trudno dokładnie wskazać miejsce, w którym rozdzielają się te dolinki. W przybliżeniu jest to obszar powyżej zarastającej Kasprowej Polany.
Całe otoczenie doliny, z wyjątkiem Myślenickich Turni, zbudowane jest ze skał granitowych. Najwyższa część doliny to zawalony piargami kocioł lodowcowy, nieco tylko porośnięty murawą. Opadające do niego stoki Kasprowego Wierchu są bardzo strome (prawie ściany). Przecina je kilka żlebów, z których najbardziej znane to Żleb pod Palcem i Ściekowiec. Niższą część doliny natomiast porasta kosodrzewina i dobrze zachowany las z dużą ilością limby. Dolina jest sucha, nie płynie przez nią żaden potok. W dolnej części istnieje tylko okresowy i niewielki Kasprowy Stawek.
Dawniej dolina była wypasana, wchodziła w skład Hali Kasprowej. Jej wartość użytkowa była jednak znikoma. Obecnie dolina jest niedostępna turystycznie i bardzo rzadko odwiedzana przez ludzi. Ścieżki znakowane na niektórych mapach już nie istnieją, zarosły przez las i kosodrzewinę. Dolina jest natomiast bardzo często oglądana przez ludzi, prowadzi bowiem ponad nią kolej linowa Kasprowy Wierch. Jest widoczna również w niektórych miejscach ze szlaku pieszego Kuźnice – Kasprowy Wierch. Z okresu budowy kolei linowej pochodziła duża ilość przemysłowych śmieci zalegających w dolinie. Zostały uprzątnięte przez żołnierzy Wojska Polskiego, którzy trenowali w Tatrach przed wyjazdem na misję w Afganistanie.
Szlak turystyczny prowadzi tylko najniższą częścią doliny (droga dojazdowa do pośredniej stacji kolejki linowej na Myślenickich Turniach).

## Szlaki turystyczne
z Kuźnic przez Myślenickie Turnie na Kasprowy Wierch. Czas przejścia: 3 h, ↑ 2:15 h.